# Maria Celeste (krater)
Maria Celeste är en nedslagskrater på planeten Venus. Maria Celeste har fått sitt namn efter den italienska nunnan Maria Celeste.
Kratern har en diameter på ungefär 97 km.